# Erland Hellström
Erland Folke Henry Hellström, född 16 december 1980, är en svensk målvaktstränare och före detta fotbollsmålvakt på elitnivå. Han är son till den framgångsrike fotbollsmålvakten Ronnie Hellström.

## Karriär
Innan han gick till Assyriska spelade han med Hammarby guldsäsongen 2001, dock som reserv bakom förste målvakten Lasse Eriksson. Året därpå var han tilltänkt som förste målvakt då Eriksson lagt skorna på hyllan. Men australiern Ante Covic kom till klubben och blev tränaren Anders Linderoths förstaval. Efter säsongen lämnade Hellström Hammarby, men kom tillbaka inför 2007. Han var då skadad och skulle inte vara tillbaka i tid, så därför kontrakterade klubben Ghanas landslagsmålvakt Richard Kingson. Denne skötte sig utmärkt under sina tre månader i klubben och gick sedan vidare till Birmingham i engelska Premier League. Hellström skadade sig under säsongen oturligt nog, och i hans frånvaro tog Benny Lekström över som förstemålvakt. 
Hellström blev i mars 2009 utlånad av Hammarby IF till Väsby United, då han ansågs behöva matchträning efter stora skadeproblem. Han kom i juli 2009 överens med Hammarby IF om att bryta kontraktet i förtid.
Februari 2011 meddelade Erland Hellström att hans aktiva fotbollskarriär var över. Beslutet fattades efter ett antal skadefyllda år. Han skulle därefter satsa på en funktion som målvaktstränare för nyblivna division 1-klubben IK Frej samt på sin civila karriär som civilekonom.